# Comunità di lavoro Alpe Adria

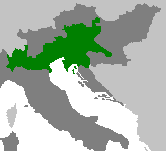
Comunità di lavoro di cantoni, province, contee, regioni e regioni della regione delle Alpi orientali

La Comunità di lavoro Alpe Adria, denominata originariamente Comunità di lavoro dei Länder, delle Regioni e delle Repubbliche delle Alpi orientali, era un raggruppamento regionale avente come scopo il rafforzamento delle relazioni tra enti regionali confinanti ma sottoposti alla sovranità di stati diversi, attraverso l’integrazione socioeconomica, culturale e politica.
Fu fondata il 20 novembre 1978 a Venezia, per impulso dell'allora Presidente della Regione Veneto, Carlo Bernini. Era un ente non previsto dalle norme di diritto internazionale.I primi enti regionali a farne parte, in qualità di membri, furono i territori situati nella parte nord-orientale delle Alpi: Friuli-Venezia Giulia, Veneto, Carinzia, Austria Superiore, Stiria, Slovenia e Croazia. Il libero Stato della Baviera e il Land Salisburgo partecipavano all’attività della Comunità in qualità di osservatori attivi.
Si sono poi aggiunte le seguenti divisioni amministrative: Trentino–Alto Adige (21.09.1981); Burgenland (15.05.1987); Lombardia (04.06.1988); Györ – Moson – Sopron (26.11.1988); Vas (26.11.1988); Somogy (11.11.1989); Zala (11.11.1989); Ticino (11.11.1989); Baranya (24.11.1990); Emilia-Romagna (01.01.1995).
Tramite la firma di un protocollo d’Intesa furono definiti organi, compiti e funzionalità della struttura. Era compito della Comunità di Lavoro Alpe Adria occuparsi delle seguenti questioni: «comunicazioni transalpine, movimento portuale, produzione e trasporto di energia, agricoltura, economia forestale, economia idrica, turismo, protezione dell'ambiente, protezione della natura, tutela del paesaggio, conservazione del paesaggio culturale e ricreativo, assetto territoriale, sviluppo urbanistico, rapporti culturali, contatti tra istituti scientifici». Era prevista la formazione di gruppi di lavoro o la consultazione di esperti per la discussione dei singoli problemi concreti. Le lingue ufficiali della Comunità erano cinque: il tedesco, l’italiano, il croato, lo sloveno e l’ungherese.
A causa dei numerosi Stati e Regioni che la componevano, nel corso del tempo si è verificata una riduzione dell'azione della Comunità. In occasione dell’incontro Trilaterale, tenutosi a Trieste il 16 marzo 2012, le Giunte del Friuli-Venezia Giulia, del Veneto e della Carinzia, hanno espresso il comune intento di uscire dalla Comunità di Lavoro revocando la loro adesione.
Per rendere più snella e flessibile la cooperazione transregionale, il 22 novembre 2013 la Comunità di Lavoro Alpe Adria è stata trasformata in un network denominato Alleanza Alpe-Adria (Alps Adriatic Alliance, AAA).